# 山本信行 (陸軍軍人)
山本 信行（日語：やまもと のぶつら、1852年（嘉永5年9月） - 1904年（明治37年）9月24日）為日本陸軍軍人。最終階級為陸軍少將。

## 經歷
山口縣出身。1875年（明治8年）1月、任官陸軍少尉。1896年（明治29年）9月、擔任步兵第35連隊長。1897年（明治30年）10月、異動我中部都督部參謀。1898年（明治31年）10月、升進步兵大佐，就任步兵第29連隊長。
1900年（明治33年）4月、就任台灣補給廠長。擔任過第6師團參謀長。1903年（明治36年）3月、擔任步兵第4連隊長，日俄戰爭連隊參戰。參與鴨綠江會戰。1904年（明治37年）7月、進級陸軍少將，擔任步兵第1旅團長歸屬於第3軍隷下，參與旅順攻圍戰。同年9月、在第2回總攻撃前哨戰戰死。
1907年（明治40年）10月2日、因其功績，其子山本信成被授予男爵爵位，列入華族。